# Cubonia bulbifera
Cubonia bulbifera är en svampart som beskrevs av Hotson 1912. Cubonia bulbifera ingår i släktet Cubonia och familjen Ascobolaceae.   Inga underarter finns listade i Catalogue of Life.